# Melanconis ostryae
Melanconis ostryae är en svampart som först beskrevs av Dearn., och fick sitt nu gällande namn av Lewis Edgar Wehmeyer 1937. Melanconis ostryae ingår i släktet Melanconis och familjen Melanconidaceae.   Inga underarter finns listade i Catalogue of Life.